# Березник (Белгородская область)
Бере́зник — хутор в Прохоровском районе Белгородской области. Входит в состав Призначенского сельского поселения.

## История
Свою историю хутор Березник берет с 1870-х годов. По архивным данным переписи населения, на момент 1916 года в нём располагалось 12 дворов. В 1932 году хутор входил в состав Призначенского сельсовета Прохоровского района, население составляло 130 человек. Во время Великой Отечественной войны жители трудились на строительстве железной дороги Старый Оскол – Ржава.

## География
Находится в северной части Белгородской области, в лесостепной зоне, в пределах юго-западного склона Среднерусской возвышенности, к западу от автодороги 14К-19, на расстоянии примерно 6 километров (по прямой) к востоку-юго-востоку от Прохоровки, административного центра района. Абсолютная высота — 228 метров над уровнем моря.

### Климат
Климат характеризуется как умеренно континентальный, с относительно мягкой зимой и тёплым продолжительным летом. Среднегодовая температура воздуха — 5,4 °C. Средняя температура воздуха самого холодного месяца (января) — −9,2 °C; самого тёплого месяца (июля) — 16,4 — 24,3 °C. Безморозный период длится в среднем 155—160 дней. Годовое количество атмосферных осадков — 527—595 мм, из которых большая часть выпадает в тёплый период.

### Часовой пояс
Хутор Березник как и вся Белгородская область, находится в часовой зоне МСК (московское время). Смещение применяемого времени относительно UTC составляет +3:00.

## Население
| 2002 | 2010 |
| ---- | ---- |
| 3    | ↘1   |

### Половой состав
По данным Всероссийской переписи населения 2010 года в гендерной структуре населения мужчины составляли 100 %.

### Национальный состав
Согласно результатам переписи 2002 года, в национальной структуре населения русские составляли 100 %.